# Kasumi (Dead or Alive)
Kasumi (かすみ?) è un personaggio immaginario della serie di videogiochi Dead or Alive, di cui è protagonista.

## Storia

### Prima diDOA
Kasumi è la seconda figlia di Shiden, ninja del Mugen Tenshin, e sorella minore di Hayate. Un giorno il fratello maggiore di suo padre, Raidou, destinato a diventare il 17º capoclan, violenta la madre di Kasumi, Ayame, e per questo atto ignobile viene cacciato dal clan. Dalla violenza sessuale nasce la sorellastra Ayane, allontanata dal villaggio per via della sua discendenza ed affidata alle cure del ninja Genra. Shiden diventa il 17º capoclan e il suo primogenito inizia il suo addestramento per seguire le sue orme.
In un giorno in cui Kasumi è assente, Raidou ritorna al villaggio per rubare l'unica tecnica segreta del clan mai appresa, il Fulmine squarcia-cielo, che era stata già insegnata a Hayate. Raidou cerca lo scontro diretto con Hayate in quanto è in grado di copiare ed apprendere immediatamente le tecniche eseguite davanti a lui, cercando quindi di rubare finalmente la tecnica segreta: riesce perfettamente nel suo intento e grazie alla sua forza riesce a sconfiggere Hayate, mandandolo in coma sotto gli occhi di Ayane.

### Dead or Alive
Quando Kasumi scopre dalla sorellastra Ayane che Hayate è in coma a causa di suo zio Raidou, decide di iscriversi al primo torneo DOA per vendicare il fratello, questa scelta conseguì ad un abbandono del clan da parte sua e la trasformò in una ninja traditrice. Così Genra incaricò Ayane di eliminare la sorellastra in fuga ma proprio durante il combattimento furono interrotte da Christie che su un elicottero fece salire Kasumi mettendo fine al combattimento senza una vincitrice. Christie in compagnia di Bayman porta Kasumi sulla Nave "Freedom Survivor" ossia la prima tappa del torneo. Mentre il torneo viene annunciato Kasumi incontra Ayane tra folla, la sorellastra le spiega che si trovava li per vendicare Hayate e per eliminarla sotto ordine di Genra.
Poco dopo incontrano Raidou che viene subito sfidato da Ayane e la sconfigge per la seconda volta dicendo a Kasumi che se vuole sconfiggerlo dovrà batterlo alla finale del torneo, così Kasumi dopo aver sconfitto tutti i partecipanti arriva in finale contro Raidou sconfiggendolo con stupore di Fame Douglas e Victor Donovan, però Raidou era stato volontario come cavia della DOATEC che ha sperimentato su di lui alcune tecniche che lo hanno reso più forte così si rialzò e ricominciò a combattere, il combattimento si conclude con uno scontro dei due che utilizzano la tecnica Fulmine squarcia-cielo, Kasumi quasi spacciata a causa delle modifiche che la DOATEC aveva applicato sullo zio stava per perdere lo scontro ma riesce ad ucciderlo grazie a Ryu che lancerà un pugnale sul braccio di Raidou durante il Fulmine squarcia-cielo facendo sì che Kasumi prenda vantaggio.

### Dead or Alive 2
Dopo aver vinto il primo torneo, Kasumi cerca disperatamente suo fratello. La DOATEC, oltre al ruolo di azienda multinazionale, si occupa di ricerche su vari settori scientifici. La shinobi è costretta a partecipare di nuovo al torneo, dove ritrova suo fratello che, sottoposto al Progetto Epsilon, ha perso completamente la memoria. Dopo essersi dovuta scontrare con lui Kasumi viene rapita dal capo del dipartimento di sviluppo della DOATEC, il dottor Victor Donovan, che sfrutta un campione del suo DNA creando molti suoi cloni e per cercare di creare l'arma umana perfetta, dopo aver fallito con Hayate. Verrà salvata da Ryu Hayabusa.

### Dead or Alive 3
Non avendo la possibilità di tornare al villaggio e rivedere suo fratello, decide di prendere parte al terzo torneo DOA. Durante il torneo si scopre che Genra non è morto: è stato rapito dalla DOATEC per il Progetto Omega e viene trasformato in un fantoccio comandato dalla corporazione, pronto a distruggere ogni cosa. Kasumi riesce ad incontrare Hayate ma è costretta a combattere contro di lui. Il torneo si conclude con la morte di Omega (ossia Genra dopo l'esperimento della DOATEC), ucciso da Ayane.

### Dead or Alive 4
Kasumi tenta di nuovo di incontrare Hayate e di convincerlo a tornare con lei al villaggio, come se niente fosse accaduto. Hayate però, deciso a porre fine alle sofferenze causate dalla DOATEC, dichiara guerra alla corporazione. Il suo clan, compresi Ayane e il suo migliore amico Ryu Hayabusa, sono pronti a distruggere la Tritorre DOATEC, centro della multinazionale.
Kasumi scopre che il suo DNA è stato utilizzato per creare il Progetto Alpha, un clone cattivo di Kasumi che vuole distruggere il mondo. Il Mugen Tenshin Clan distrugge con successo la DOATEC, anche se Alpha-152 riesce a fuggire dopo un breve scontro con Kasumi.

### Dead or Alive 5
In qualche momento tra il quarto ed il quinto torneo, sembra che Kasumi sia andata a nascondersi con l'aiuto di Hayabusa ed il suo alleato Muramasa, il quale si è accertato che nessuno sappia dove si trova.
Tuttavia, Victor Donovan ha continuato con il Progetto Alpha con la sua nuova organizzazione denominata MIST, ed uno dei cloni prodotti è riuscito a lasciare la struttura - non è chiaro se le è stato concesso di andare oppure è evasa. Questo clone ha creduto fosse la vera Kasumi e aveva lo stesso desiderio di localizzare e distruggere Alpha-152, così come l'originale. Si reca sulla Freedom Survivor e chiede aiuto ad Helena, ma si allontana da lei quando la donna ha cercato di coinvolgere Hayate, credendo che Alpha-152 sarebbe troppo difficile trattenerla per Kasumi. Il clone sente la necessità di combattere contro Alpha-152 da sola, e abbandona la nave. Il suo comportamento è sembrato talmente sospetto che Hayate ordina ad Ayane di seguirla.
Mentre provava a seminare gli inseguitori, il clone arriva a New York e chiede a Lisa dove si trova Alpha-152, ma non ottiene risposte. Dopo aver viaggiato a lungo, il clone si arrende e torna da Helena chiedendole la posizione di Alpha-152. La donna le rivela che è nascosta in una piattaforma petrolifera DIG di proprietà della DOATEC ma avrebbe mandato anche Hayate, Ayane ed Hayabusa, congrande disaccordo del clone. Dopo essersi scontrata con Rig e Lisa, Kasumi trova e sconfigge Alpha-152, tuttavia viene scoperta in breve tempo ed attaccata dagli altri shinobi, i quali hanno capito si trattasse di un clone, ormai ucciso. I ninja vengono attaccati dalla MIST che ha portato alla cattura di Hayate.
Hayabusa invia un messaggio alla vera Kasumi raccontandole circa il loro problema, e finalmente esce allo scoperto in loro aiuto dopo essersi nascosta in un luogo remoto. Raggiunge la piattaforma petrolifera e combatte contro Christie e Rig per raggiungere il fratello, costretto a riattivare il progetto Epsilon. Con l'aiuto di Lisa, i ninja riescono a liberarlo, tuttavia è troppo tardi per fermare Donovan all'avvio della Phase 4 del progetto Alpha: una produzione di massa dei migliori cloni. Dopo un lungo scontro con Alpha-152, il clone ed il laboratorio vengono distrutti con l'intervento di Kasumi, così Kasumi, Hayabusa, Hayate ed Ayane riescono a fuggire. Il giorno seguente, Kasumi ringrazia Hayate ed Ayane per il loro aiuto prima di congedarsi, giurando di sconfiggere Donovan a tutti i costi.

## Dead or Alive Xtreme

### Dead or Alive Xtreme Beach Volley
Kasumi viene invitata a Zack Island, per partecipare al quarto torneo ma scopre che è una farsa. Con le altre ragazze di Dead or Alive, alloggia sull'isola tropicale per due settimane.

### Dead or Alive Xtreme 2
Kasumi viene invitata nuovamente da Zack sulla sua nuova isola, dopo che la prima è affondata nell'oceano. Avendo sentito che suo fratello si trova sull'isola, la ragazza vi trascorrerà due settimane con le altre ragazze.

### Dead or Alive: Paradise
Kasumi viene invitata una terza volta sulla nuova isola di Zack, dove resterà due settimane con il resto delle ragazze. Questo gioco è stato il primo per PlayStation Portable.

## Altre apparizioni
Kasumi, il personaggio più famoso della serie, appare anche in Monster Rancher 2 e Monster Rancher 4, sempre prodotto dalla Tecmo; appare anche in Ninja Gaiden, in pochissime scene.
In Super Swing Golf Pangya, gioco Namco per Nintendo Wii, può essere sbloccabile come personaggio giocabile, in versione Super Deformed.
Nel film DOA: Dead or Alive, è una principessa ninja che dopo la scomparsa di suo fratello Hayate è costretta a guidare il clan. Dopo aver deciso di lasciare il clan per cercare suo fratello, viene considerata una shinobi, una traditrice. Nel lungometraggio, Kasumi fa amicizia con Tina e Christie, cosa che non accade nella serie di videogiochi.
L'attrice che interpreta Kasumi è Devon Aoki.

## Personalità
Kasumi è descritta come uno dei personaggi più compassionevoli della serie, soprattutto verso la sua sorellastra Ayane. Kasumi possiede uno spirito quieto ed onorevole, ed anche se le sue abilità possono risultare letali, ella non gradisce scontrarsi e lottare. Dalle sue affermazioni prima dei combattimenti, si può infatti dedurre la sua volontà propensa ad evitare gli scontri. Altre affermazioni riflettono la sua bontà, o il suo pentimento nell'infliggere dolore agli avversari.
Tuttavia, come mostrato nel primo torneo Dead or Alive, Kasumi è capace di uccidere a sangue freddo. L'eccezione, fino ad ora unica, fu la sua vendetta nei confronti di Raidou, che aveva quasi ucciso Hayate.
Tutti i suoi sentimenti ruotano intorno ad Hayate; invece verso gli altri concorrenti risulta essere tranquilla ma con alcuni anche diffidente, è molto amica di Helena ed ha un buon rapporto con Tina e Bass, È compassionevole anche con la sorellastra Ayane, nonostante questa abbia più volte cercato di ucciderla sotto ordine di Genra, pur essendo assai più forte dal punto di vista fisico, Kasumi ha sempre cercato di evitare gli scontri con lei in quanto in fondo comprende lo stato d'animo ed il passato della sorellastra, con cui comunque dal quinto torneo torna affiatata dato che Ayane pare aver messo da parte il passato ed abbia ritrovato la pace maturando.

## Combattimento
Dal punto di vista del corpo a corpo Kasumi è molto potente non tanto per la sua forza fisica ma per la sua incredibile tecnica di combattimento, per la sua velocità e per l'altezza dei suoi salti. 
I suoi colpi vengono scagliati con logica, imprevedibile e piena di attacchi in serie differenti Kasumi è considerato il personaggio con il maggiore equilibrio nella giocabilità, ha un colpo molto rapido e insidioso che riesce a stordire l'avversario prevenendo i suoi attacchi, ha una forza media ma una tecnica pressoché perfetta e vanta delle prese letali e potenti, i suoi attacchi hanno una forza media in genere però qualche attacco in particolare toglie molta energia, è capace di attacchi in serie di moltissime "Hit Combo".
Può inoltre anche vantare un'ottima capacità difensiva, riesce ad utilizzare il teletrasporto ninja talmente veloce da sfruttarlo per schivare gli attacchi apparendo alle a spalle dei suoi rivali prendendoli alla sprovvista.
Kasumi oltre ad attaccare con attacchi e proiezioni è dotata di vari incantesimi ninpō, tra queste ci sono il teletrasporto, raffiche di vento e sfera di fuoco esplosive (come visibile nel suo filmato in Dead Or Alive 3). I suoi poteri ninpō ruotano intorno al simbolo dei petali del ciliegio giapponese, conosce anche la mortale tecnica Fulmine squarcia-cielo (裂空迅風殺?, Rekkū jinpū satsu) che consiste di sprigionare un raggio di fulmini di energia dal palmo delle mani, incantesimo che può essere appreso solo dagli eredi del capo del clan del settore Tenjimon.

## Accoglienza
Retrospettivamente, la rivista Famitsū ha classificato Kasumi come la trentaquattresima eroina più famosa dei videogiochi degli anni '90.